# Vrhovo pri Žužemberku
Vrhovo pri Žužemberku je naselje u slovenskoj Općini Žužemberku. Vrhovo pri Žužemberku se nalazi u pokrajini Dolenjskoj i statističkoj regiji Jugoistočnoj Sloveniji. 

## Stanovništvo
Prema popisu stanovništva iz 2002. godine naselje je imalo 27 stanovnika.